# 関東7 (新聞)
関東7seven（かんとうセブン）とは、東京都以外の関東地方6県と、山梨県にある代表的な地方新聞7社で構成されていた共同ウェブサイトの名称である。
2017年現在は閉鎖されている。

## 概要
加盟新聞社間で共同連載企画を実施したり、記事交換などを行っていた。

## 加盟新聞
- 茨城新聞（茨城県）
- 下野新聞（栃木県）
- 上毛新聞（群馬県）
- 埼玉新聞（埼玉県）
- 千葉日報（千葉県）
- 神奈川新聞（神奈川県）
- 山梨日日新聞（山梨県）

## きたかんナビ
茨城新聞社、下野新聞社、上毛新聞社の3社は、2015年10月1日に茨城・栃木・群馬の北関東3県の観光情報に特化し、各社の記事や画像を持ち寄り公開するウェブサイト・きたかんナビを設立した。閲覧は無料で、閲覧者の現在地に近い記事を表示する機能などがある。